# Firmicus werneri
Firmicus werneri là một loài nhện trong họ Thomisidae.
Loài này thuộc chi Firmicus. Firmicus werneri được Eugène Simon miêu tả năm 1906.